# Stazione di Cosenza
La stazione di Cosenza, anche Cosenza Vaglio Lise, è una stazione ferroviaria posta nella città di Cosenza, posta al km 65+803 della ferrovia Cosenza-Sibari e al km 25+886 della Paola-Cosenza; è scalo terminale di ambedue le linee
Vi si attestano anche le linee a scartamento ridotto delle Ferrovie della Calabria per Catanzaro e per San Giovanni in Fiore. Sorge nella zona nord della città di Cosenza, nel quartiere di Vaglio Lise, a 202 metri s.l.m.

## Storia
La progettazione della stazione di Cosenza "Vaglio Lise" risale alla metà degli anni sessanta ed è contestuale a quella della nuova linea Paola-Cosenza; fu approvata il 30 ottobre 1969 con la legge n. 791 redatta dall'allora Ministro dei lavori pubblici Giacomo Mancini.
Il progetto esecutivo del fabbricato viaggiatori venne elaborato anni dopo, nel periodo tra 1971-72 dagli architetti Sara Rossi e Cesare Tropea, con la consulenza strutturale dell'ingegnere Mario Desideri dello studio Nervi. I lavori di costruzione tuttavia si protrassero a lungo e furono completati nel 1978 con una spesa complessiva di 13 miliardi di lire. L'impianto entrò in servizio il 31 maggio 1987 sostituendo il vecchio scalo posto nel centro cittadino. L'inaugurazione avvenne in concomitanza con l'apertura della nuova ferrovia per Paola.
Il 16 dicembre 1989 fu attivato anche il collegamento delle Ferrovie della Calabria (allora Ferrovie Calabro Lucane), precedentemente attestate anch'esse nella vecchia stazione FCL ridotta di conseguenza a fermata Cosenza Centro.

## Movimento

### Trasporto su Ferro
La stazione è servita dai treni che collegano Cosenza con:
- Paola
- Sibari
- Metaponto
- Reggio Calabria Centrale
- Melito di Porto Salvo
- Sapri
- Napoli Centrale
- Crotone

I treni del trasporto regionale vengono effettuati principalmente con E.464 con carrozze MDVC/MDVE + carrozze semipilota (o in alternativa, un'altra E.464 in doppia trazione simmetrica) tutte di seconda classe. Inoltre vengono utilizzati i treni Minuetto ALe 501/502 ed anche treni Pop e i treni Vivalto per il collegamento con Napoli. Dal 2024 è entrato in servizio il nuovo materiale rotabile, tra cui i nuovi treni Rock e Blues di Hitachi Rail

## Strutture e impianti
Il fabbricato di stazione si discosta nettamente dalle forme consuete ed è fornito di massicce pensiline in calcestruzzo armato su tutti i binari viaggiatori sostenute da pilastri portanti ad arco. I binari per servizio viaggiatori sono 5 mentre altri 3 sono adibiti al servizio merci. La configurazione del fascio binari, pur essendo la stazione terminale, è tipica delle stazioni passanti, fanno eccezione i 6 binari delle FC e i primi 2 binari di FS perché sono tronchi, mentre tutti gli altri binari sono passanti. Affiancati al primo binario vi sono i sei binari tronchi a scartamento ridotto delle Ferrovie della Calabria che realizzano il perfetto interscambio tra le linee.
Possiede anche una rimessa locomotive dotata di rifornitore di gasolio e di carbone e uno scalo merci, con sagoma limite e un ponte a bilico da 100 t in grado di pesare veicoli fino a 20 m di lunghezza; il fascio binari è posto a livello inferiore rispetto al piano binari della stazione viaggiatori.

### Officine FC di Cosenza Vaglio Lise

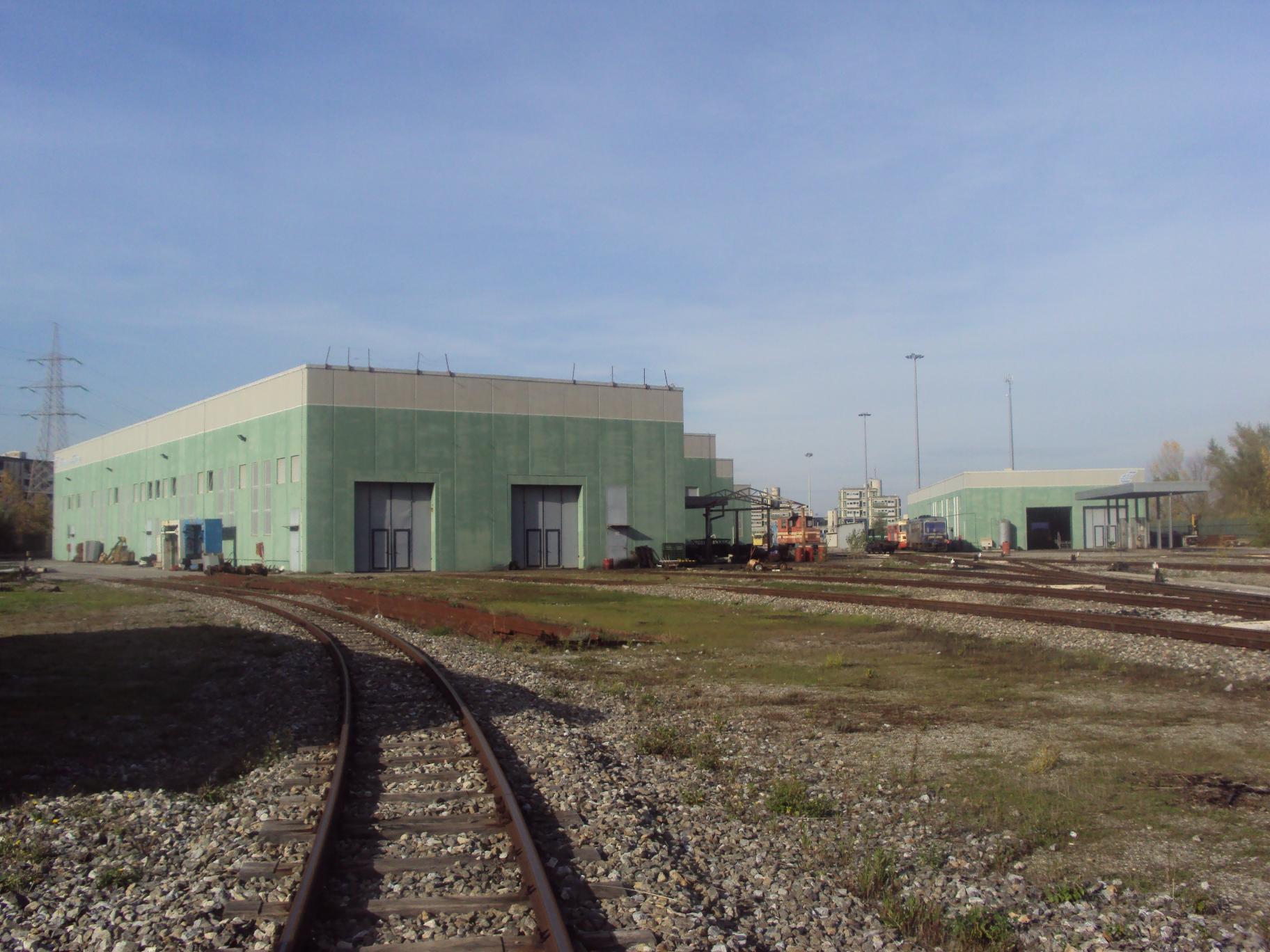
Visione d'insieme delle officine FC, area ferroviaria

Nelle adiacenze della stazione sono state realizzate le officine delle Ferrovie della Calabria attrezzate sia per la manutenzione dei rotabili ferroviari che del parco automobilistico.
Il deposito di Cosenza è stato costruito in sostituzione di quello dismesso di Cosenza Città. Le officine dispongono di 3 padiglioni forniti ognuno di due binari: uno, costruito in un capannone staccato rispetto alla struttura, è dedicato esclusivamente alla manutenzione ordinaria e di breve durata, e dispone di impianto di rifornimento nafta.

## Servizi
La stazione, che RFI classificata nella categoria 'silver' dispone di:
- Biglietteria a sportello
- Biglietteria automatica
- Sala d'attesa
- Posto di Polizia ferroviaria
- Servizi igienici

## Interscambi
La stazione è collegata alla città di Cosenza mediante le linee urbane di autobus AMACO, e il servizio treni urbani delle Ferrovie della Calabria.
- Fermata autobus Urbano ed Extraurbano
- Treno urbano Ferrovie della Calabria (Linea Cosenza-Catanzaro Lido)

## Galleria d'immagini

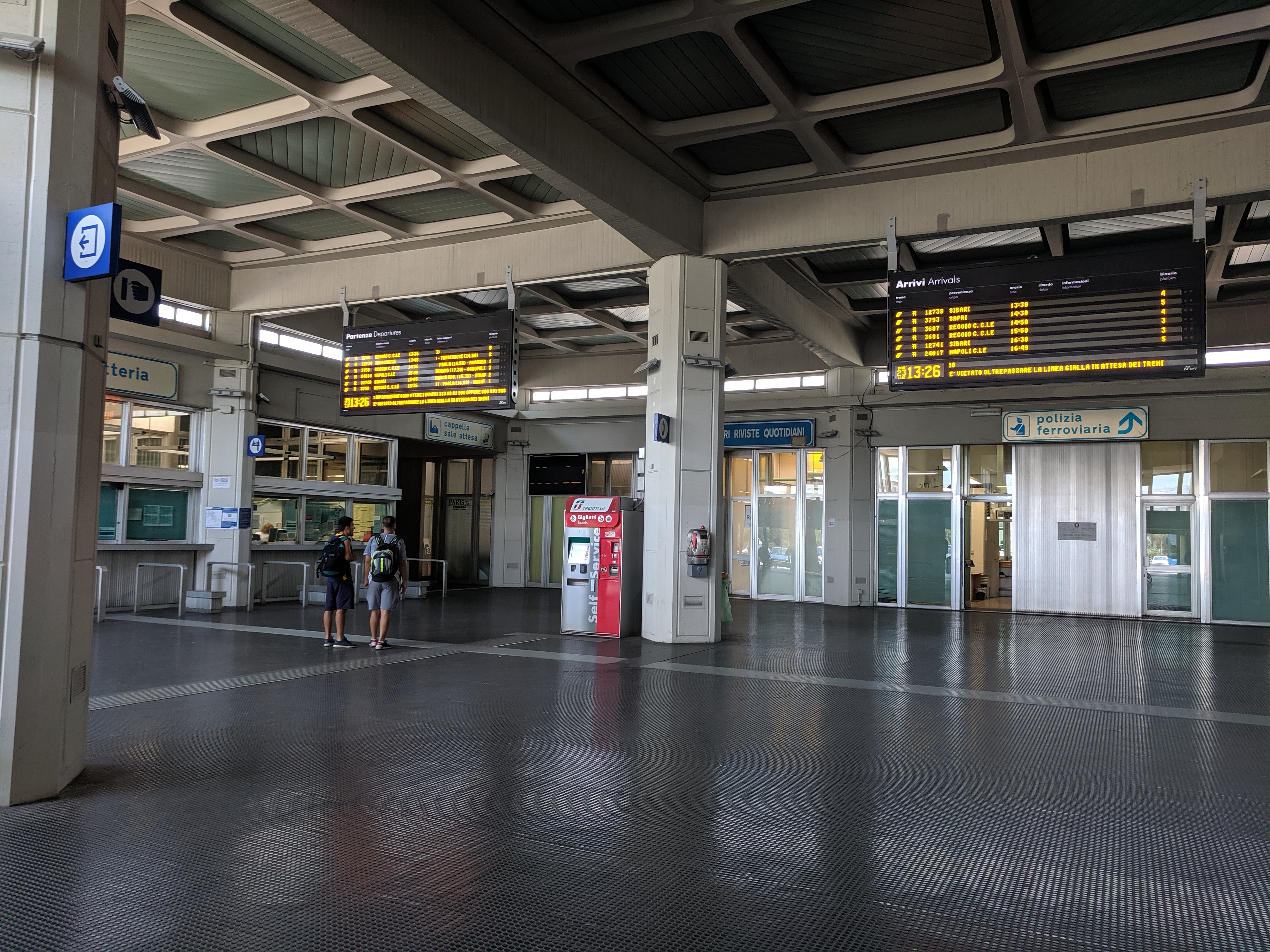
Atrio stazione lato RFI
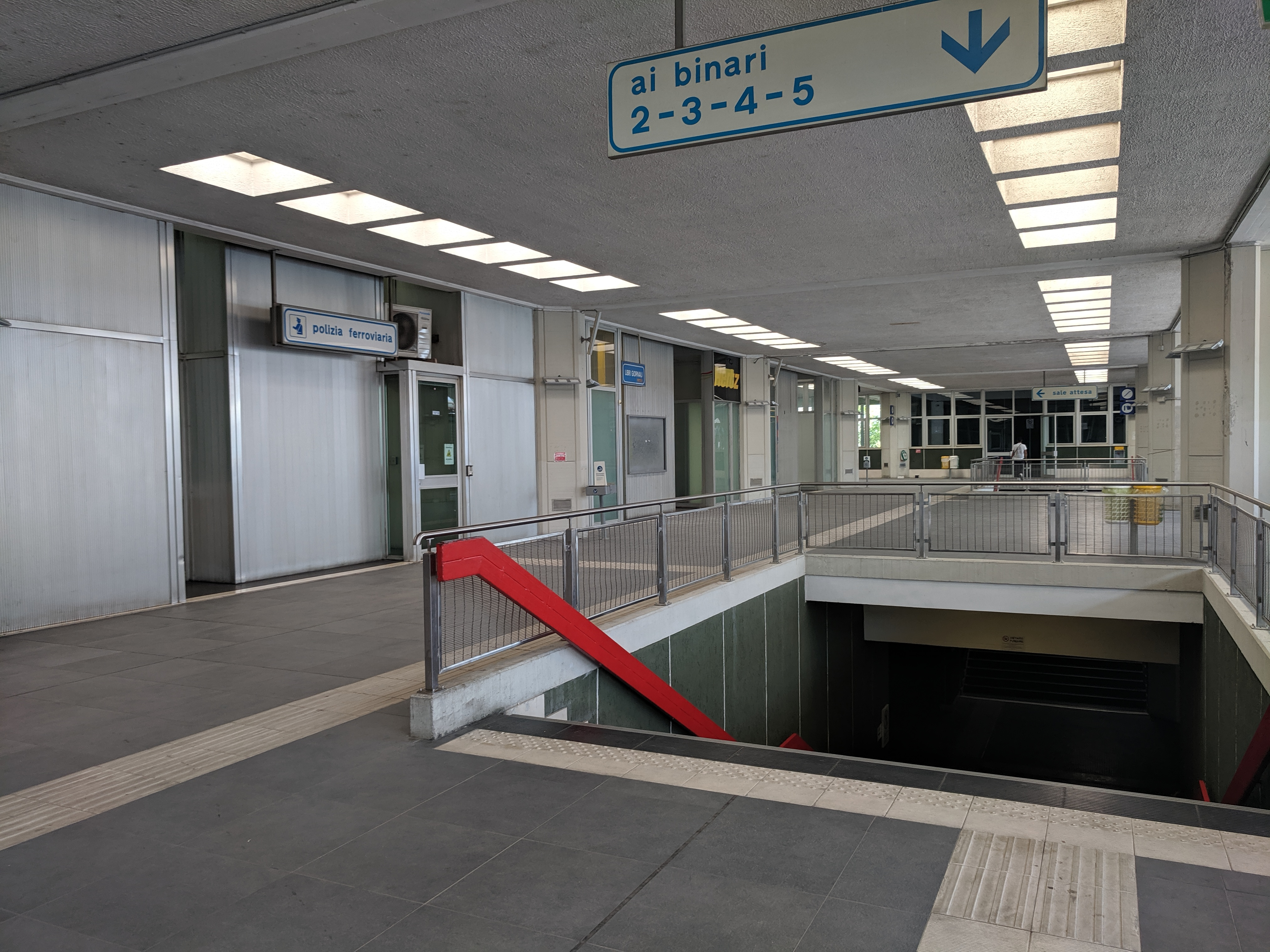
Entrata sottopasso lato RFI
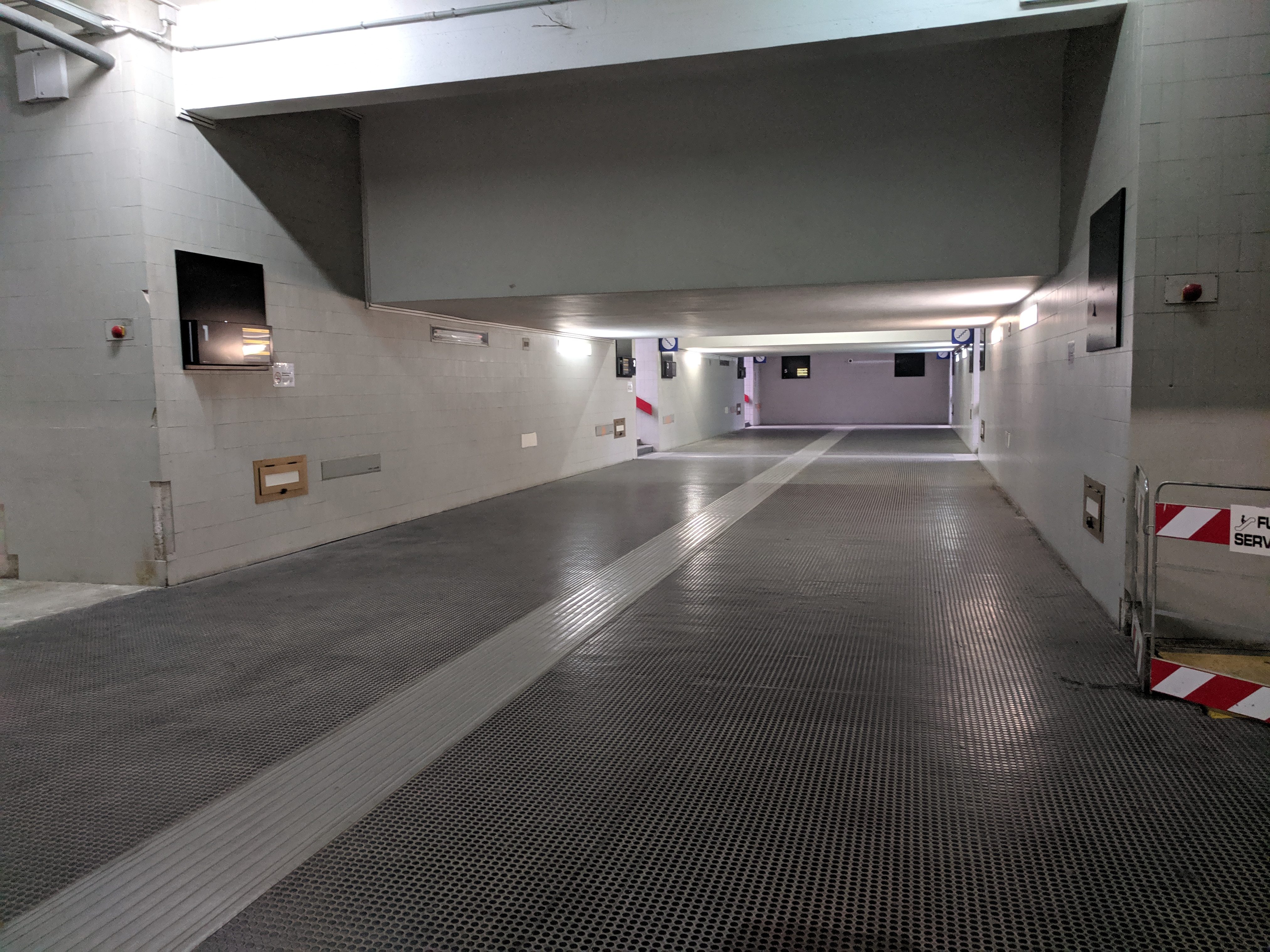
Sottopasso ai treni lato RFI
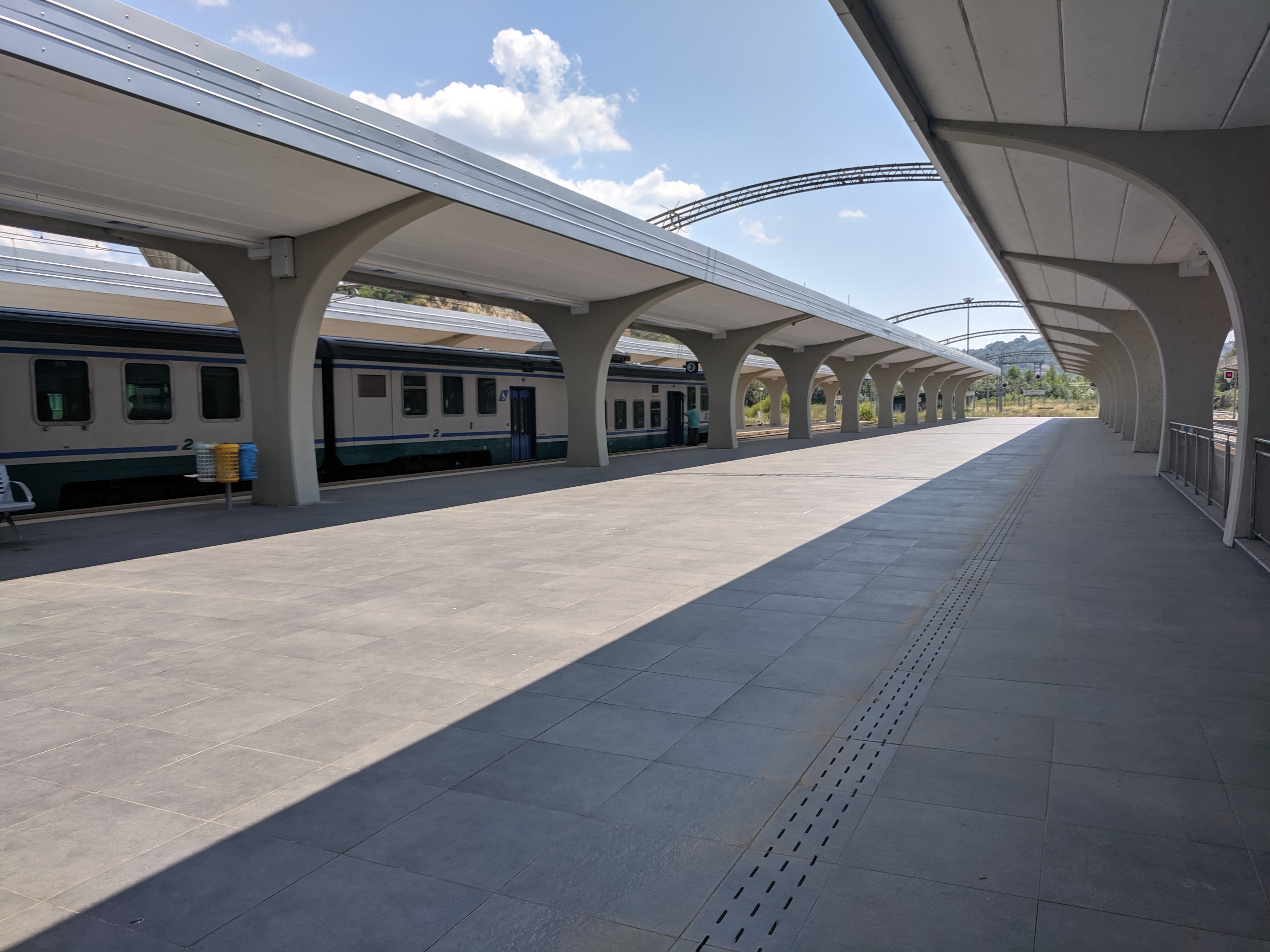
Marciapiede binario 3 RFI
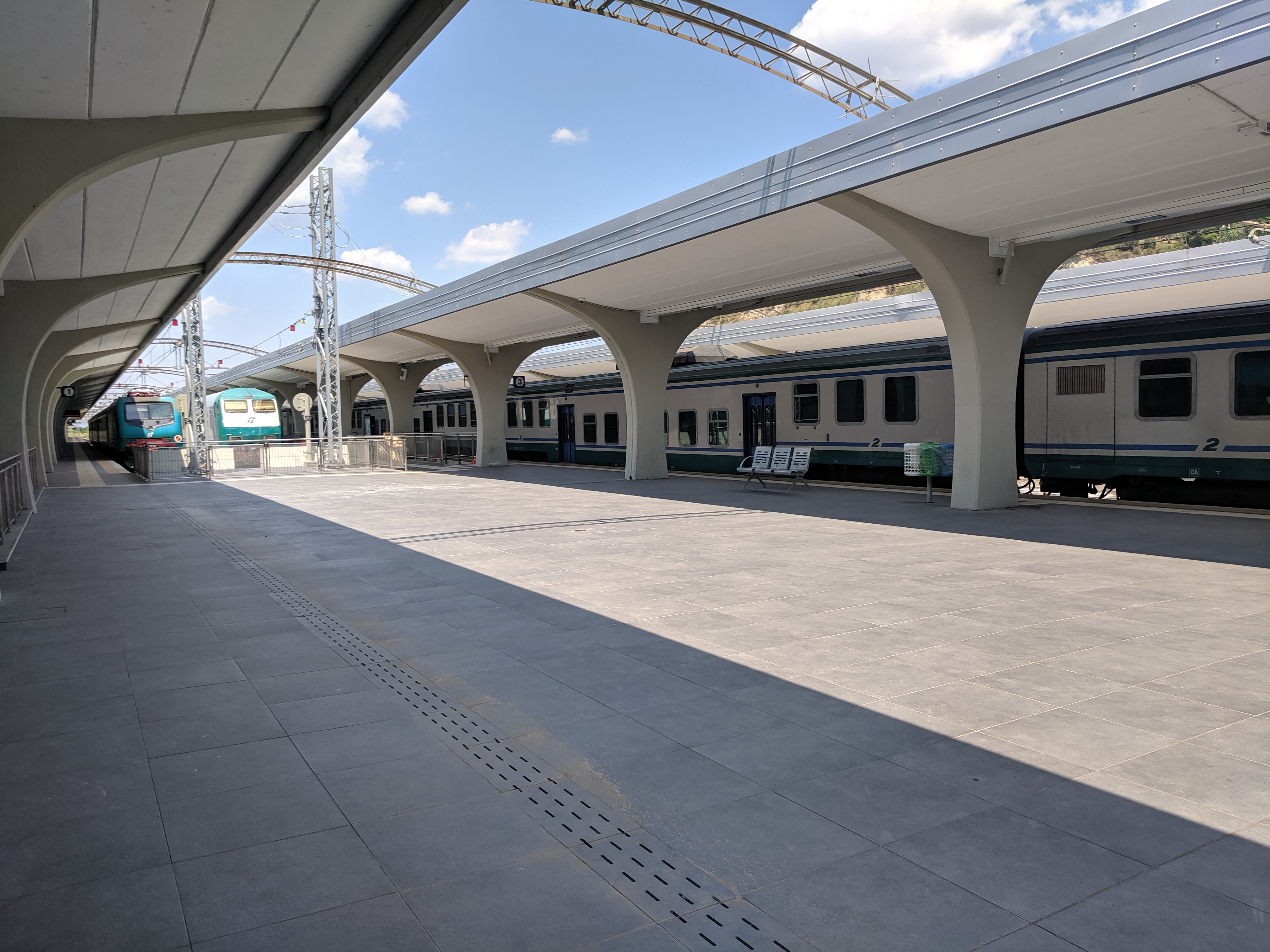
Vista binari 1 e 2 tronchi RFI
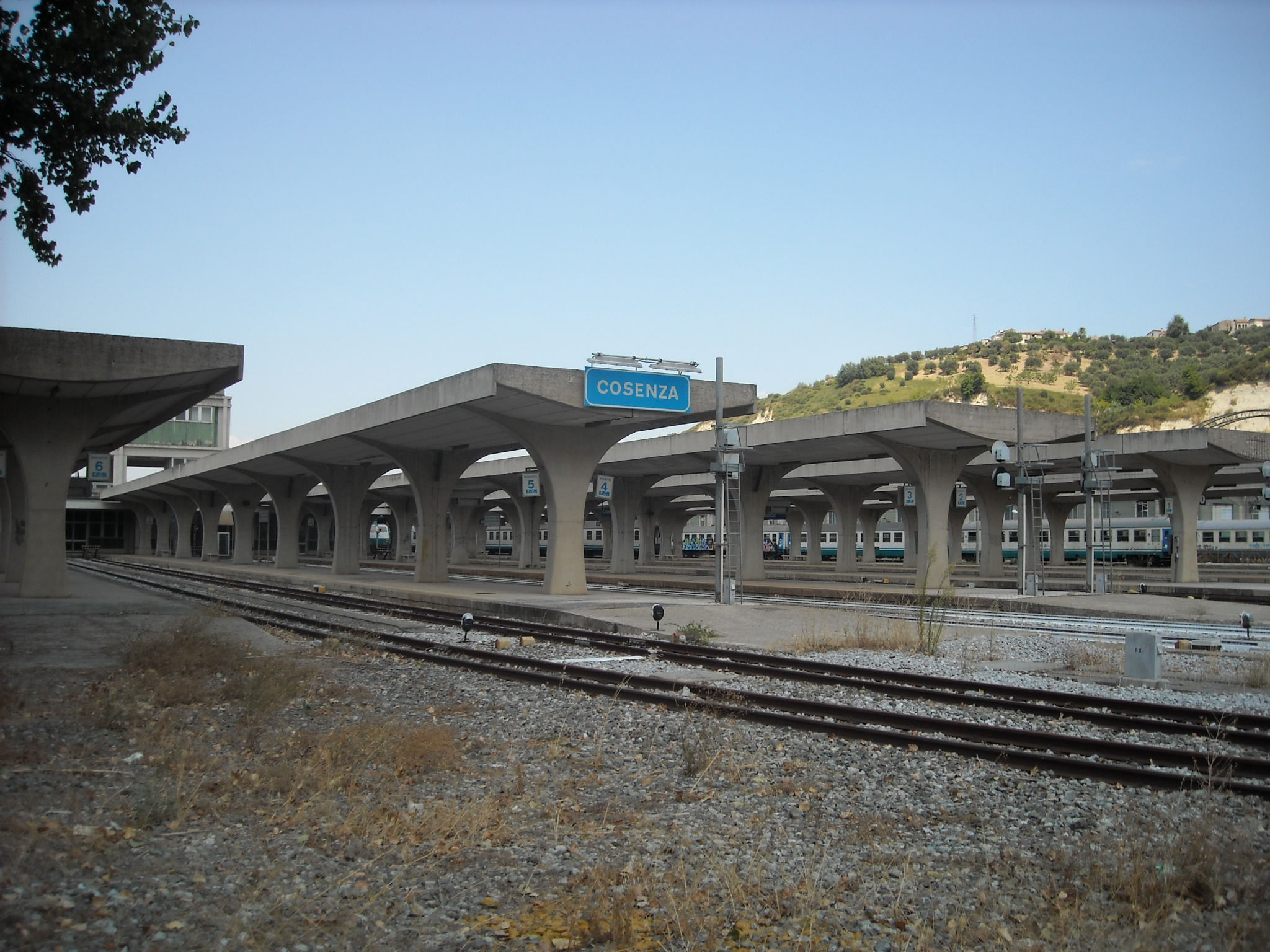
Vista del fascio binari di Cosenza Vaglio Lise
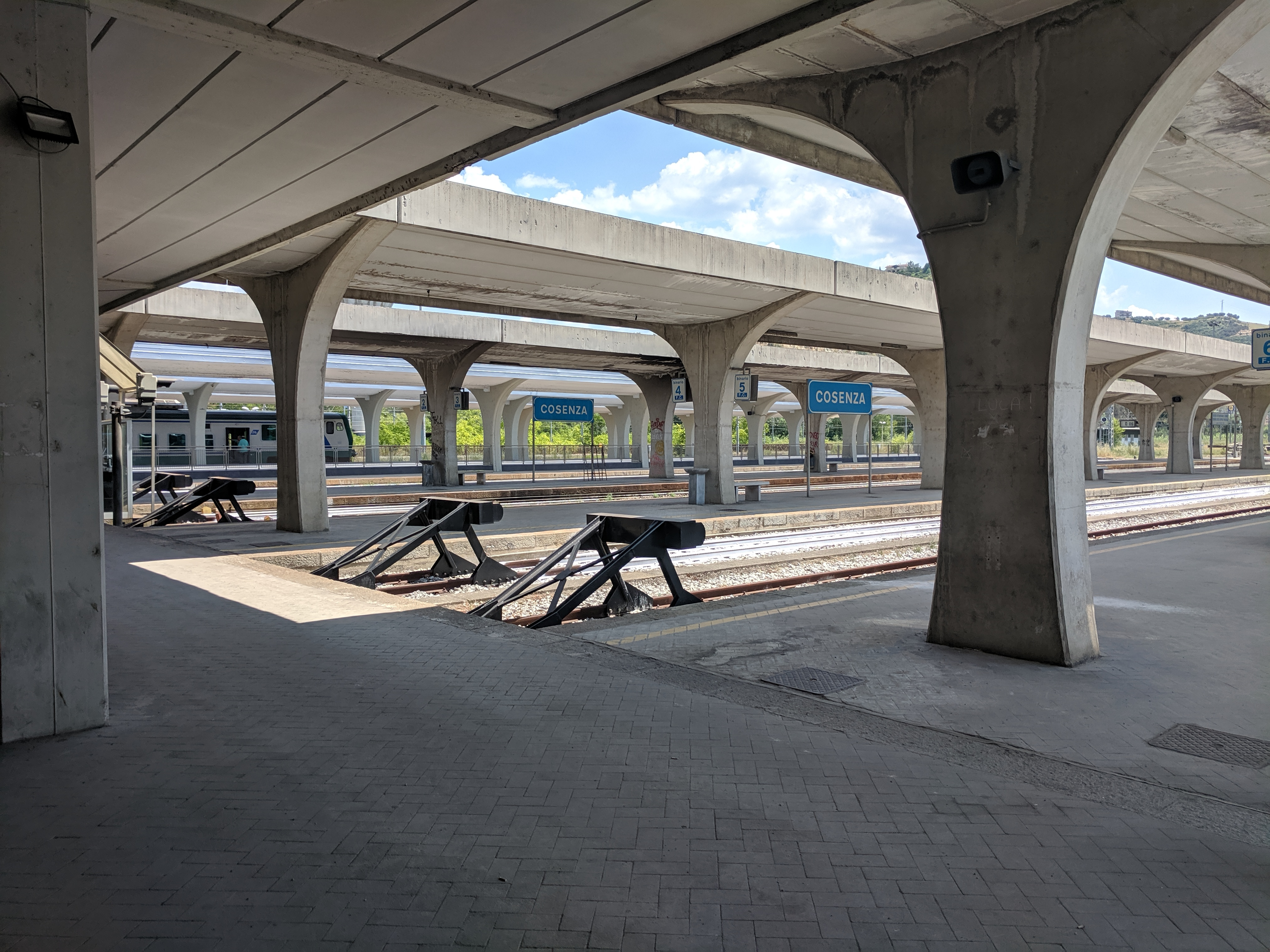
Vista binari FdC
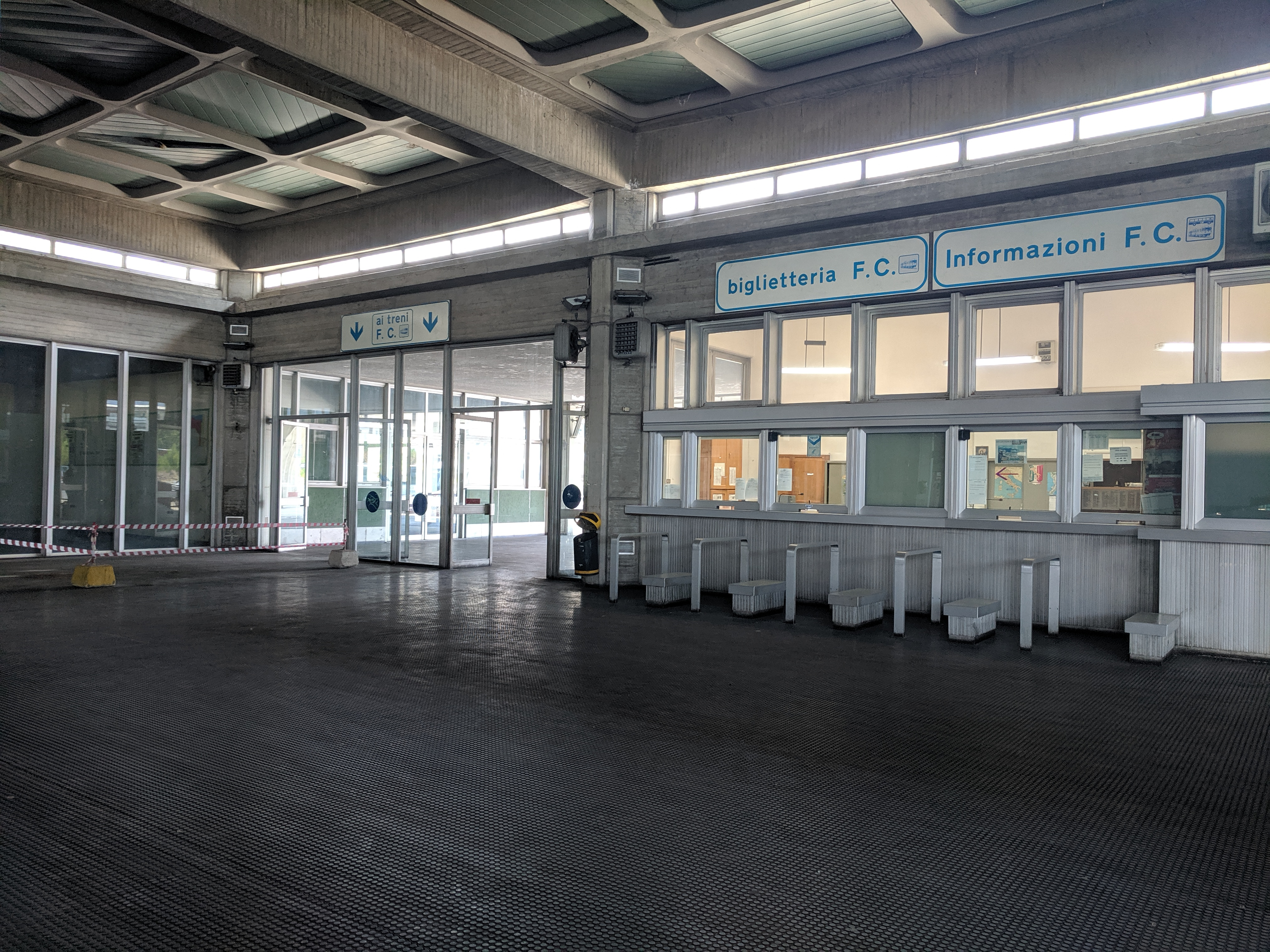
Biglietteria FdC